# Elasmoderus wagenknechti
Elasmoderus wagenknechti är en insektsart som först beskrevs av Liebermann 1954.  Elasmoderus wagenknechti ingår i släktet Elasmoderus och familjen Tristiridae. Inga underarter finns listade i Catalogue of Life.